# Leni Verhofstadt-Denève
Leni Verhofstadt-Denève (1940) is een Belgisch psychologe en emeritus hoogleraar theoretische en klinische ontwikkelingspsychologie aan de Universiteit Gent, die een eigen methode van psychodrama ontwikkelde.

## Levensloop
Verhofstadt-Denève studeerde psychologie en promoveerde aan de Universiteit Gent. In oktober 1964 was ze aldaar begonnen bij de Faculteit Psychologie en Pedagogische Wetenschappen, en werkte daar haar verdere academische loopbaan.  Ze was jaren betrokken bij de postdoctorale opleiding "Ontwikkelingsgerichte en Experiëntiële Kinder- en. Jeugdpsychotherapie", die later naar de Universiteit Antwerpen verhuisde. In september 2006 ging ze als hoogleraar theoretische en klinische ontwikkelingspsychologie met emeritaat. 
Verhofstadt-Denève was ook lid van de Koninklijke Vlaamse Academie van België voor Wetenschappen en Kunsten.
In 2014 ontving Verhofstadt-Denève een Abraham Maslow Award van de Vlaamse Academie voor Integratieve Psychologie en Psychotherapie (AIP) en de Belgisch-Nederlandse Vereniging voor Integratieve Psychologie (BNVIP). In 2017 ontving zij een Life Time Achievement Award van Federation of European Psychodrama Training Organisations (FEPTO) voor haar bijdragen op het gebied van de psychodrama.

## Werk
Verhofstadt-Denève heeft een eigen methode van psychodrama ontwikkeld. In 1980 had ze kennis gemaakt met het gedachtegoed van psychodrama via de psychodramaturgendocenten Dean en Doreen Elefthery. Psychodrama zelf was ontwikkeld door de Roemeens-Amerikaanse Jacob L. Moreno (1889-1974).
Hierop voortbouwende ontwikkelde ze een eigen persoonsmodel, dat ze in het boek Zelfreflectie En Persoonsontwikkeling (1994) introduceerde. In haar latere publicaties heeft ze dit verder uitgewerkt.

## Publicaties, een selectie
- Verhofstadt-Denève, L. Volwassen worden, Kapellen : De Sikkel, 1978.
- Verhofstadt-Denève, L. Zelfreflectie En Persoonsontwikkeling: een handboek voor ontwikkelingsgerichte psychotherapie, 1994.
- Verhofstadt-Denève, L. Adolescentiepsychologie. Garant, 1998.
- Verhofstadt-Denève, L., A. Vyt, en Paul van Geert. Handboek ontwikkelingspsychologie: grondslagen en theorieën. Bohn Stafleu Van Loghum, 2003.